# Hendrik van der Burgh
Mr. Hendrik van der Burgh (Rotterdam, 12 mei 1769 - 1844) was een Nederlands jurist en de eerste president van het in 1838 als zodanig gestarte provinciaal Gerechtshof Den Haag.

## Biografie
Van der Burgh promoveerde in 1790 aan de Universiteit Utrecht op De rebus minorum sine decreto non aliënandis. In 1799 was hij werkzaam als procureur-generaal bij het gerechtshof van Utrecht. Van 1811 tot 1813 was hij raadsheer bij het Keizerlijk Gerechtshof en vanaf 1813 bij het Hooggerechtshof. Bij dat laatste hof was hij van 1824 tot 1838 kamerpresident. Na de gerechtelijk reorganisatie van 1838 werd hij benoemd tot de eerste president van het provinciaal Gerechtshof Den Haag, wat hij tot 1 april 1844 zou blijven.
In 1814 was hij lid van de Commissie-Kemper die de opdracht had nationale wetgeving te ontwerpen.